# Escudo de los Países Bajos
El Escudo de Armas del Reino de los Países Bajos, también es el blasón personal del monarca neerlandés. Contiene los mismos elementos desde el 24 de agosto de 1815, cuando Guillermo I (primer rey de los Países Bajos), eligió una combinación del antiguo escudo de la Casa de Nassau y del escudo de la Provincias Unidas de los Países Bajos.
Actualmente el escudo está descrito por el Real Decreto de 23 de abril de 1980 que no ha introducido modificaciones. 
El texto del Real Decreto que regula el escudo de los Países Bajos es el siguiente:

- Artículo 1: El escudo de armas del Reino de los Países Bajos, así como el Nuestro y el de Nuestros sucesores, los Reyes de los Países Bajos es azur, sembrado de billetes de oro, con un león de oro coronado de lo mismo, lampasado y armado de gules, llevando en la garra diestra una espada de plata con empuñadura de oro y en la garra siniestra un manojo de siete flechas de plata con puntas de oro, atadas con un lazo de oro.

- Artículo 2: El escudo lleva los siguientes ornamentos exteriores: para cimar el escudo, la corona real neerlandesa; para sostener el escudo, dos leones de oro, linguados y uñados de gules; y el lema “Je maintiendrai” (Mantendré) en letras de oro sobre una cinta azur.

- Artículo 3: El escudo descrito en el artículo 1, provisto de sus ornamentos exteriores, puede ir colocado sobre un manto real de púrpura, guarnecido de oro y forrado de armiño, alzado con cuerdas de oro que terminan en borlas del mismo metal y cimado con un baldaquín de púrpura, ribeteado de oro sobre el que descansa la corona real.

## Origen y evolución del escudo de los Países Bajos
Desde 1815 los cambios introducidos en el escudo de los Países Bajos han sido escasos. La última modificación, más allá de cuestiones relacionadas con el diseño, se realizó el 10 de julio de 1907 cuando los leones guardantes coronados (nombre que reciben en la heráldica los leones representados mirando al observador) que sostenían el escudo fueron sustituidos por otros que miraban de frente y no portaban coronas. 
Como se ha indicado Guillermo I, primer monarca de los Países Bajos, adoptó unas armas en las que combinó elementos de la heráldica de su linaje con los del blasón de las Provincias Unidas de los Países Bajos (1581-1795).
El blasón de la Casa de Nassau tuvo la siguiente descripción heráldica: En un campo de azur sembrado de billetes de oro, un león rampante de lo mismo (un león apoyado en dos de sus patas, de color amarillo sobre un fondo azul decorado con piezas amarillas). 
Los elementos que Guillermo I introdujo en sus armas procedían del escudo que utilizaron los Estados Generales de la República de las Provincias Unidas. Se trata de la espada y el manojo o haz de siete flechas (una por cada provincia) que el león sostiene en sus garras derecha e izquierda respectivamente.

### Heráldica de los Condes de Nassau

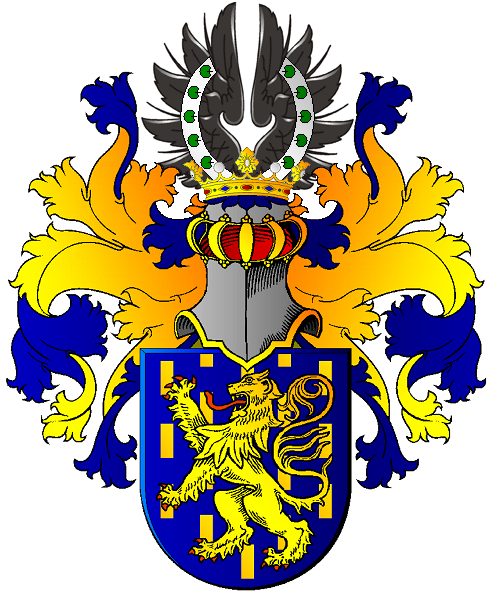
El blasón de la Casa de Nassau con el "timbre de Otón".

Escudo usado por las Provincias Unidas (desde 1668).

Escudo usado por las Provincias Unidas (antes de 1668).

El escudo de la Casa de Nassau data aproximadamente del año 1250. Pocos años después la heráldica del linaje adoptó dos variantes que correspondían con sus dos ramas principales. Una de estas ramas desciende del conde Walram II de Nassau y otra del conde Otón I de Nassau, ambos hijos del conde Enrique II (ca. 1190-1251). La dinastía reinante en los Países Bajos pertenece a la línea del conde Otón I y los grandes duques de Luxemburgo son descendientes del conde Walram.
La línea de Walram, representó el león de su escudo coronado para diferenciarse de la otra rama familiar. En relación con los adornos exteriores, en las armerías de la Casa de Nassau el yelmo heráldico únicamente ha figurado en el timbre de escudos pertenecientes a sus miembros varones. En la heráldica de los descendientes de Otón I, el yelmo aparecía colocado debajo de una corona y de una cimera con forma de dos alas extendidas de sable (color negro), adornadas con bandas arqueadas de plata (color blanco) y decoradas con varias hojas. A estos elementos se les unían unos lambrequines (un adorno heráldico del timbre) con los colores de las armerías de los Nassau, de azur y de oro (de color azul y amarillo). Los descendientes del conde Walram utilizaron otra cimera diferente que tenía un león sentado de oro como elemento central. 

En el decreto de 1815, junto a una corona real cerrada, se reguló el uso del yelmo como timbre heráldico del monarca de los Países Bajos. En este decreto se estableció como cimera la que pertenecía a la rama de Walram en vez de la de la línea otoniana que era la que le correspondía por linaje a Guillermo I. El motivo de esta decisión no ha podido aclararse, probablemente pudo cometerse un error. Algunos miembros varones de la Casa Real de los Países Bajos han continuado utilizando en sus escudos el yelmo y la cimera de la línea de Walram.

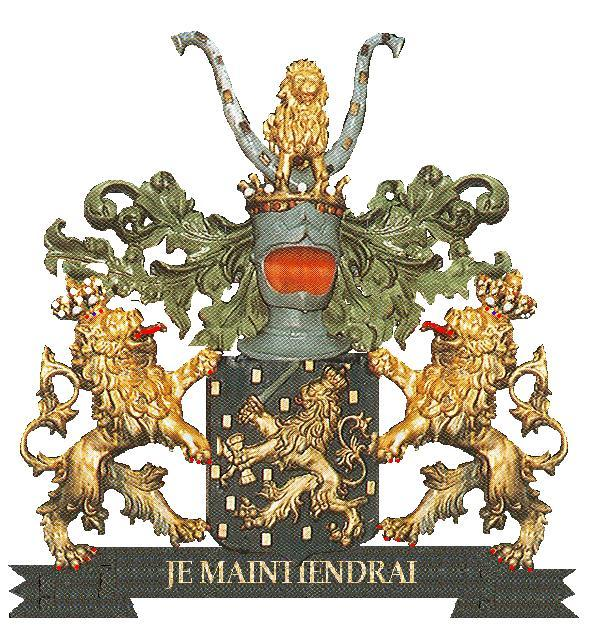
Las armas de Guillermo I de los Países Bajos con el timbre usado por la rama de los descendientes del conde Walram.

### Heráldica de los Príncipes de Orange
El lema del linaje de los Nassau, desde que en 1530 se hizo con el control del Principado de Orange, ha sido "Je Maintiendrai", que en español significa "Mantendré". El conde Enrique III de Nassau-Breda contrajo matrimonio con Claudia de Châlons, que era la hermana de Filiberto de Chalôns, el último príncipe de Orange que perteneció a la Casa de Châlons. Al fallecer Filiberto en 1530 sin descendencia, le sucedió un hijo del conde Enrique III y Claudia de Châlons, René de Nassau-Breda. Éste heredó el principado, pero se vio obligado a mantener Châlons como nombre del linaje y a continuar usando el blasón de esta familia. Esta es la razón por la que este príncipe ha pasado a la historia como René de Châlons. 
La frase "Je Maintiendrai Châlons", adoptada como lema por la Casa de Nassau, expresa el compromiso adquirido por el conde René por la herencia de su tío. René falleció en 1544 sin hijos y su sobrino, Guillermo de Nassau-Dillenburg (conocido como Guillermo el Taciturno), se convirtió en su heredero. Guillermo fundó la Casa de Orange-Nassau y pasó a ser conocido como Guillermo de Orange. En un primer momento Guillermo el Taciturno sustituyó el lema "Je Maintiendrai Châlons" por "Je Maintiendrai Nassau". Posteriormente Guillermo o alguno de sus herederos retiró el nombre del linaje del lema, y éste se redujo a "Je Maintiendrai".
Las cornetas, uno de los elementos centrales de la heráldica de los Châlons, no se incorporaron a los escudos de los monarcas de los Países Bajos pertenecientes a la Casa de Orange-Nassau, pero pueden observarse en el estandarte real y en las variantes utilizadas por los miembros de la Familia Real.

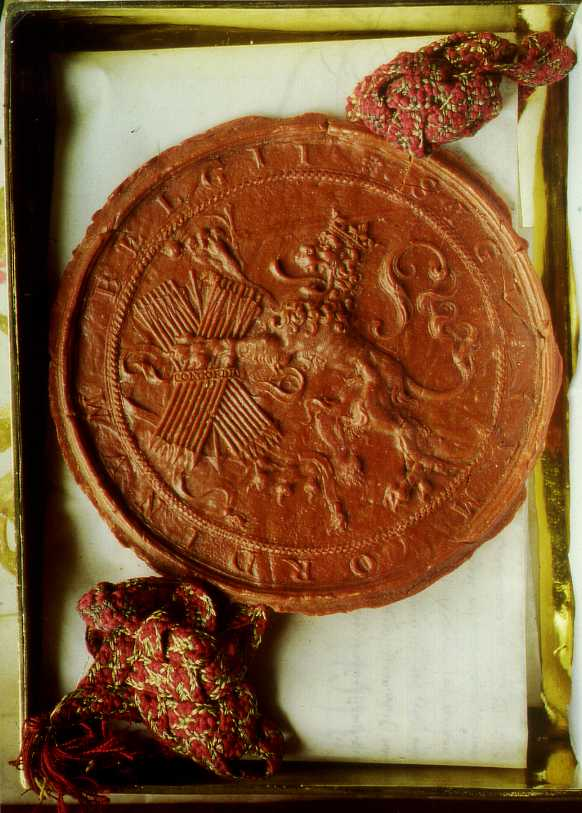
El sello de los Estados Generales de las Provincias Unidas, 1578.

Alegoría de los Países Bajos, usada como emblema por la República Bátava, 1797-1806.

Escudo de Guillermo I como "Príncipe Soberano", 1813-1815.

### Sello y escudo de las Siete Provincias Unidas
En la heráldica de la República de las Provincias Unidas podía observarse un león rampante de oro que portaba una espada y un manojo o haz de flechas en sus garras delanteras. Estos elementos ya se empleaban en los tiempos en que éstas eran un dominio de la Casa de Austria.
El león rampante, como símbolo de los Países Bajos Borgoñones, comenzó a utilizarse como cimera del escudo de Felipe el Hermoso y la espada se introdujo durante el reinado de su hijo Carlos I. Las Diecisiete Provincias continuaron usando estos símbolos durante el siglo XVI. En 1578, durante la Guerra de los Ochenta Años, los Estados Generales de las Provincias adoptaron un sello en el que se encontraba representada la figura de un león rampante armado con la espada y diecisiete flechas, una por cada provincia, a pesar de que sólo siete de éstas obtuvieron su independencia de la rama española de la Casa de Austria. El sello de los Estados Generales se utilizó hasta el año 1795. 
Desde 1584 la República de las Siete Provincias Unidas contó con un escudo cuyo blasonamiento fue: En un campo de oro un león rampate de oro, armado, lampasado de azur y coronado de oro, teniendo en su diestra una espada y en su siniestra un haz de flechas de azur. Los colores elegidos eran los más usados en el blasón de Holanda, la provincia más importante (que a su vez era el que habían utilizado los condes de Holanda desde una fecha cercana al año 1198).
Hacia 1668 el campo del blasón pasó a ser de gules (rojo heráldico) y el león empezó a figurar coronado de oro, armado y lampasado de azur. También se estableció que la espada fuese representada de plata con empuñadura de oro y las flechas de plata con puntas de oro.

### 1795-1815: Revolución, período napoleónico y restauración

Escudo del Reino de Holanda, 1806-1810.

En 1795, a causa de una intervención francesa, Guillermo V de Orange, el último estatúder, fue derrocado y huyó a Inglaterra proclamándose la República Bátava que se prolongó hasta el año 1806.
La República Bátava adoptó como emblema una alegoría de la libertad holandesa (con la característica figura femenina) acompañada de un león. En 1806 se creó el Reino de Holanda con Luis Bonaparte, hermano de Napoleón, como monarca. Luis Bonaparte empleó un escudo cuartelado en el que se combinaron el blasón de las Siete Provincias Unidas con el águila napoleónica. En este escudo el león portaba por vez primera una corona real cerrada.
En el año 1813, cuando los franceses fueron expulsados de los Países Bajos, el hijo del último estatúder, Guillermo VI de Orange fue proclamado Príncipe Soberano. Guillermo aprovechó para adoptar un nuevo escudo de armas. En el escudo propiamente dicho el águila napoleónica que figuraba en el escudo de Luis Napoleón fue sustituida por los blasones de Châlon y Orange. El blasón de Nassau fue colocado en un escusón, situado en el centro del escudo.
Con el establecimiento del Reino Unido de los Países Bajos en 1815, con los Orange-Nassau como dinastía reinante, se unificaron en un único país las Siete Provincias Unidas y los Países Bajos Austriacos. Su primer monarca, Guillermo I de Orange (hasta entonces Guillermo VI) decidió que las armas reales debían modificarse de nuevo y se decidió combinar los escudos de las Provincias Unidas y de la dinastía reinante haciendo al león que figuraba en este último portar la espada y el haz de flechas con las que iba armado aquel otro del blasón de las Provincias Unidas.

## Versiones abreviadas y variantes del escudo de los Países Bajos

### Versión empleada por el Gobierno
El gobierno de los Países Bajos, sus misiones diplomáticas, sus consulados y otras instituciones gubernamentales utilizan una versión simplificada de las armas reales en la que no figuran el manto, el baldaquín y la corona real que descansa sobre este último. Este escudo también es el que aparece representado en los pasaportes neerlandeses.
|                                                       |
| Versión empleada por el Gobierno de los Países Bajos. |

|                         |
| Logotipo gubernamental. |

#### Otras versiones institucionales
|                                             |
| Versión empleada por los Estados Generales. |

|                                 |
| Versión empleada por el Senado. |

|                                                   |
| Versión empleada por la Cámara de Representantes. |

### Variantes usadas por los miembros de la Familia Real
| Escudos de los miembros la Familia Real Neerlandesa | | |
| Imagen                                              | Escudo | Detalles |
|                                                     | Escudo de Armas de la reina Máxima                                                                              | En un escudo ovalado (propio de damas), cuartelado de las armas reales neerlandesas con las de Orange. Sobre el todo, en un escusón, las armas de Zorreguieta (armas paternas): De oro y sobre ondado de azur, un castillo donjonado de gules acompañado de dos cipreses con sendos lobos de sable. |
|                                                     | Escudo de Armas de las hijas del rey Guillermo Alejandro (Princesa de Orange y princesas Alexia y Ariane)       | Cuartelado de las armas reales neerlandesas con las de Orange. Sobre el todo, en un escusón, las armas de Zorreguieta (armas maternas): De oro y sobre ondado de azur, un castillo donjonado de gules acompañado de dos cipreses con sendos lobos de sable.                                         |
|                                                     | Escudo de Armas de los hijos de la princesa Beatriz (Príncipe Constantino Cristóbal)                            | Cuartelado de las armas reales neerlandesas con las de Orange. Sobre el todo, en un escusón, las armas de Amsberg (armas paternas): De sinople terazado de oro, un castillo donjonado de plata. |
|                                                     | Escudo de Armas de la princesa Beatriz                                                                          | Cuartelado de las armas reales neerlandesas con las de Orange. Sobre el todo, en un escusón, las armas de Lippe (armas paternas): De plata, una rosa heráldica de gules. |
|                                                     | Escudo de Armas de las hijas de la reina Juliana (Princesas Irene y Margarita)                                  | En un escudo ovalado (propio de damas), cuartelado de las armas reales neerlandesas con las de Orange. Sobre el todo, en un escusón, las armas de Lippe (armas paternas): De plata, una rosa heráldica de gules.                                                                                    |
|                                                     | Escudo de Armas de los hijos de la princesa Margarita (Príncipes Maurits, Bernhard, Pieter-Christiaan y Floris) | Cuartelado de las armas reales neerlandesas con las de Orange. Sobre el todo, en un escusón, las armas de Vollenhoven (armas paternas): Partido, 1 de azur, una estrella de plata; 2 de oro, un árbol de sinople terrazado de lo mismo y acompañado de un venado rampante de gules.                 |